# Hugo Fraile
Hugo Fraile Martínez (Huelva, 16 marzo 1987) è un ex calciatore spagnolo, di ruolo centrocampista.

## Carriera
Ha giocato nella massima serie e nella seconda divisione spagnola.